# منطقه شکارممنوع بصیران
منطقه شکارممنوع بصیران در قسمتی از شهرستان اقلید در استان فارس محصور است. این منطقه در چهار کیلومتری شرق شهر اقلید قرار گرفته و ۱۵۰٬۰۰۰ هکتار وسعتدارد. منطقه شکارممنوع بصیران به خاطر گونه‌های نادر گیاهی و جانوری مورد حفاظت قرار گرفته و یکی از ارزشمندترین زیستگاه‌های حیات‌وحش ایران و استان فارس به حساب می‌آید.
این منطقه از تاریخ ۱۵ اسفند ۱۳۷۸ به مدت ۵ سال شکار در آن ممنوع اعلام شده بود.

## ویژگی‌ها
این منطقه با وسعت ۱۵۰٬۰۰۰ هکتار در طول جغرافیایی ′۱۰ °۵۳ تا ′۳۱ °۵۲ و عرض جغرافیایی ′۰۲ °۳۱ تا ′۳۲ °۳۰ قرار دارد.
پوشش گیاهی آن شامل:
درمنه، انواع گون، خار شتر، کما، علف مار، گلرنگ، تاتوره، میخک، فرفیون، لاله واژگون، شاه تره، کلاغک، پنیرک، لاله، بنفشه و اسپند.
حیات‌وحش این منطقه را:
کل وبز، قوچ و میش، روباه، آهو، پلنگ، گرگ، خرگوش، تشی، کفتار، شغال و پرندگانی چون: کبک، تیهو، دلیجه، سارگپه معمولی، بحری، بلدرچین، طرقه، چکاوک، دم جنبانک ابلق، سنقر گندمزار و انواع پرندگان مهاجر نظیر درنا، اردک و انواع مرغابی سانان تشکیل می‌دهد.